# Lê Thành Long
Lê Thành Long (sinh ngày 23 tháng 9 năm 1963) là một chính trị gia người Việt Nam. Ông hiện là Phó Thủ tướng Chính phủ, đại biểu quốc hội Việt Nam khóa XV nhiệm kì 2021–2026, thuộc đoàn đại biểu quốc hội tỉnh Kiên Giang, nguyên Bộ trưởng Bộ Tư pháp Việt Nam.. Trong Đảng Cộng sản Việt Nam, ông hiện là Ủy viên Ban Chấp hành Trung ương Đảng khóa XIII, Ủy viên Ban Thường vụ Đảng ủy Chính phủ, Ủy viên Ban Chỉ đạo Trung ương về phòng, chống tham nhũng, tiêu cực, Ủy viên Ban chỉ đạo cải cách Tư pháp Trung ương, nguyên Bí thư Ban cán sự Đảng Bộ Tư pháp, Phó Bí thư Tỉnh ủy Hà Tĩnh.

## Tiểu sử

### Xuất thân
Lê Thành Long sinh ngày 23 tháng 9 năm 1963, quê quán ở xã Quảng Thọ, huyện Quảng Xương (nay là phường Sầm Sơn) tỉnh Thanh Hoá. Ông hiện cư trú tại quận Thanh Xuân, thành phố Hà Nội.

### Giáo dục
Ông học trung học phổ thông hệ 10/10. Năm 1982, ông đến Liên Xô học Đại học tổng hợp Azerbaijan và tốt nghiệp cử nhân luật năm 1987 và tốt nghiệp thạc sĩ luật tại Canada năm 1995. Ông đã bảo vệ luận án Tiến sĩ về Luật Quốc tế tại Nhật Bản. Ông thông thạo tiếng Nga và tiếng Anh. Ông có bằng Cao cấp lí luận chính trị.

## Khen thưởng
Huân chương Lao động hạng Nhất năm 2020.
Huân chương Lao động hạng Ba năm 2021.
Bằng khen của Thủ tướng Chính phủ năm 2009, 2015, 2018, 2019.

## Sự nghiệp

### Hoạt động ở ngành tư pháp
11/1987 – 12/1990: Chuyên viên Vụ Hợp tác quốc tế, Bộ Tư pháp.
12/1990 – 12/1991: Cán bộ Ban Thư ký Ủy ban sông Mê Kông quốc tế (tại Băng Cốc, Thái Lan).
12/1991 – 4/2003: Chuyên viên Vụ Hợp tác quốc tế, rồi làm Thư ký Bộ trưởng Bộ Tư pháp, sau đó đi học thạc sĩ, tiến sĩ ở nước ngoài.
4/2003 – 12/2008: Chuyên viên, sau đó làm Phó Vụ trưởng Vụ Hợp tác quốc tế, Bộ Tư pháp.
12/2008 – 10/2011: Vụ trưởng Vụ Các vấn đề chung về xây dựng pháp luật, Bộ Tư pháp.
10/2011 – 3/2014: Ủy viên Ban Cán sự Đảng, Thứ trưởng Bộ Tư pháp.
4/2014 – 9/2015: Ủy viên Ban Thường vụ Tỉnh ủy, Phó Bí thư Tỉnh ủy Hà Tĩnh.
9/2015 – 4/2016: Ủy viên Ban Cán sự Đảng, Thứ trưởng Bộ Tư pháp.
Ngày 26 tháng 1 năm 2016, tại Đại hội đại biểu toàn quốc lần thứ 12 của Đảng Cộng sản Việt Nam, ông được bầu làm ủy viên Ban Chấp hành Trung ương Đảng Cộng sản Việt Nam khóa 12 nhiệm kì 2016-2021.

### Bộ trưởng Bộ Tư pháp
Ngày 9 tháng 4 năm 2016, tại kỳ họp thứ 11, Quốc hội khóa XIII, được Quốc hội phê chuẩn, Chủ tịch nước bổ nhiệm giữ chức Bộ trưởng Bộ Tư pháp nhiệm kỳ 2011-2016 thay ông Hà Hùng Cường.
Ngày 22 tháng 5 năm 2016, ông được bầu làm đại biểu quốc hội Việt Nam khóa XIV nhiệm kì 2016-2021, thuộc đoàn đại biểu quốc hội tỉnh Kiên Giang.
Ngày 27 tháng 7 năm 2016, tại kỳ họp thứ nhất, Quốc hội khóa XIV, được Quốc hội phê chuẩn, Chủ tịch nước bổ nhiệm giữ chức Bộ trưởng Bộ Tư pháp Việt Nam nhiệm kỳ 2016-2021.
Ngày 13 tháng 8 năm 2016, theo Quyết định số 343-QĐNS/TW của Bộ Chính trị, ông là Ủy viên Ban chỉ đạo cải cách Tư pháp Trung ương Đảng Cộng sản Việt Nam Khóa XII.
Ngày 01 tháng 02 năm 2019, Bộ Chính trị phân công ông kiêm giữ chức Ủy viên Ban Chỉ đạo Trung ương về phòng, chống tham nhũng, tiêu cực Trung ương Đảng Cộng sản Việt Nam Khóa XII.
Ngày 30 tháng 01 năm 2021, tại Đại hội đại biểu toàn quốc lần thứ 13 của Đảng Cộng sản Việt Nam, ông được bầu làm ủy viên Ban Chấp hành Trung ương Đảng Cộng sản Việt Nam khóa 13 nhiệm kì 2021-2026.
Ngày 23 tháng 5 năm 2021, ông được bầu làm đại biểu quốc hội Việt Nam khóa XV nhiệm kì 2021-2026, thuộc đoàn đại biểu quốc hội tỉnh Kiên Giang được 284.433 phiếu, đạt tỷ lệ 75,25% số phiếu hợp lệ tại đơn vị bầu cử Số 2: Gồm các huyện: An Biên, An Minh, Vĩnh Thuận, U Minh Thượng và Châu Thành.
Ngày 28 tháng 7 năm 2021: Tại kỳ họp thứ nhất, Quốc hội khóa XV, được Quốc hội phê chuẩn, Chủ tịch nước bổ nhiệm giữ chức Bộ trưởng Bộ Tư pháp Việt Nam nhiệm kỳ 2021-2026.
Ngày 25 tháng 8 năm 2021, Thủ tướng Chính phủ Phạm Minh Chính ký Quyết định số 1438/QĐ-TTg, bổ nhiệm ông Lê Thành Long làm Ủy viên Ban chỉ đạo Quốc gia phòng, chống dịch COVID-19.

### Phó Thủ tướng Chính phủ
Ngày 06 tháng 6 năm 2024, Tại kỳ họp thứ bảy, Quốc hội khóa XV, đồng chí Lê Thành Long được Quốc hội phê chuẩn bổ nhiệm giữ chức Phó Thủ tướng Chính phủ và Chủ tịch nước đã ký Quyết định số 496/QĐ-CTN bổ nhiệm đồng chí Lê Thành Long, Ủy viên Ban Chấp hành Trung ương Đảng, Bí thư Ban cán sự Đảng, Bộ trưởng Bộ Tư pháp giữ chức vụ Phó Thủ tướng Chính phủ nước Cộng hòa xã hội chủ nghĩa Việt Nam, nhiệm kỳ 2021-2026.
Ngày 13 tháng 6 năm 2024, Thủ tướng Chính phủ Phạm Minh Chính ký Quyết định 506/QĐ-TTg về việc phân công nhiệm vụ của các Phó Thủ tướng Chính phủ. Trong đó, Phó Thủ tướng Chính phủ Lê Thành Long phụ trách như sau:
a) Theo dõi, chỉ đạo các lĩnh vực công tác:
- Công tác xây dựng thể chế, xây dựng Nhà nước pháp quyền xã hội chủ nghĩa; cải cách tư pháp.
- Xử lý tranh chấp, khiếu kiện quốc tế.
- Đặc xá.
- Phối hợp công tác giữa Chính phủ với Tòa án nhân dân tối cao và Viện kiểm sát nhân dân tối cao.
- Giáo dục, đào tạo và dạy nghề.
- Lao động, việc làm và các vấn đề xã hội.
- Văn hóa; du lịch; thể dục, thể thao.
- Y tế, dân số, gia đình và trẻ em.
- Chấp thuận chủ trương đầu tư các dự án đầu tư thuộc thẩm quyền theo lĩnh vực được phân công.
b) Theo dõi và chỉ đạo: Bộ Tư pháp, Bộ Giáo dục và Đào tạo, Bộ Lao động - Thương binh và Xã hội, Bộ Văn hóa, Thể thao và Du lịch, Bộ Y tế.
c) Kiêm giữ chức Bộ trưởng Bộ Tư pháp đến khi cấp có thẩm quyền kiện toàn chức danh Bộ trưởng Bộ Tư pháp nhiệm kỳ 2021 - 2026 theo quy định.
d) Làm nhiệm vụ: Chủ tịch Hội đồng quốc gia Giáo dục và Phát triển nhân lực; Chủ tịch Hội đồng Giáo dục quốc phòng - an ninh Trung ương; Chủ tịch Ủy ban quốc gia phòng, chống AIDS và phòng, chống tệ nạn ma túy, mại dâm; Chủ tịch Hội đồng quốc gia về phát triển bền vững và nâng cao năng lực cạnh tranh; Trưởng Ban Chỉ đạo nhà nước về du lịch; Trưởng Ban Chỉ đạo liên ngành Trung ương về vệ sinh an toàn thực phẩm; Chủ tịch các Hội đồng, Ủy ban quốc gia, Trưởng các Ban Chỉ đạo, Chủ tịch Hội đồng thẩm định các quy hoạch theo lĩnh vực liên quan.
Ngày 18 tháng 6 năm 2024, Thủ tướng Chính phủ Phạm Minh Chính ký Quyết định số 527/QĐ-TTg, kiện toàn Ban Chỉ đạo Quốc gia Dân số và Phát triển. Phó Thủ tướng Chính phủ Lê Thành Long làm Trưởng ban Chỉ đạo.
Ngày 25 tháng 6 năm 2024, Thủ tướng Chính phủ Phạm Minh Chính ký Quyết định số 506/QĐ-TTg, thành lập Hội đồng quốc gia về phát triển bền vững. Hội đồng quốc gia về phát triển bền vững được thành lập trên cơ sở kiện toàn Hội đồng quốc gia về Phát triển bền vững và Nâng cao năng lực cạnh tranh (được thành lập tại Quyết định số 641/QĐ-TTg ngày 31/5/2012 và được kiện toàn tại Quyết định số 419/QĐ-TTg ngày 18/4/2018 của Thủ tướng Chính phủ). Chủ tịch Hội đồng là Phó Thủ tướng Chính phủ Lê Thành Long. Phó Chủ tịch Hội đồng là Bộ trưởng Bộ Kế hoạch và Đầu tư Nguyễn Chí Dũng.
Ngày 08 tháng 7 năm 2024, Thủ tướng Chính phủ Phạm Minh Chính ký Quyết định số 603/QĐ-TTg, thành lập Ban Chỉ đạo rà soát, xử lý vướng mắc trong hệ thống văn bản quy phạm pháp luật (Ban Chỉ đạo). Theo Quyết định trên, Trưởng Ban Chỉ đạo là Thủ tướng Chính phủ Phạm Minh Chính. Phó Thủ tướng Chính phủ Lê Thành Long làm Phó Trưởng ban Thường trực.
Ngày 23 tháng 7 năm 2024, Thủ tướng Chính phủ Phạm Minh Chính vừa ký Quyết định số 705/QĐ-TTg ngày 23/7/2024 thành lập Ban Chỉ đạo quốc gia về phát triển ngành Dược Việt Nam giai đoạn đến năm 2030, tầm nhìn đến năm 2045. Theo Quyết định, Phó Thủ tướng Chính phủ Lê Thành Long làm Trưởng ban, Bộ trưởng Bộ Y tế làm Phó Trưởng ban.
Ngày 08 tháng 08 năm 2024, Thủ tướng Chính phủ Phạm Minh Chính ký Quyết định 814/QĐ-TTg, về việc phân công nhiệm vụ của Phó Thủ tướng Chính phủ Lê Thành Long. Phó Thủ tướng Lê Thành Long ngoài các nhiệm vụ đã được phân công từ trước, sẽ theo dõi, chỉ đạo lĩnh vực tài chính, bao gồm cơ chế, chính sách chung về quản lý tài sản công; chính sách tiền lương và bảo hiểm xã hội.
Ông Long cũng sẽ theo dõi, chỉ đạo lĩnh vực thanh tra, giải quyết khiếu nại, tố cáo, phòng, chống tham nhũng; và lĩnh vực kinh tế tập thể, hợp tác xã; sắp xếp, đổi mới doanh nghiệp Nhà nước; phát triển các loại hình doanh nghiệp.
Ngoài ra, Thủ tướng giao Phó Thủ tướng Lê Thành Long theo dõi, chỉ đạo các bộ, cơ quan: Bộ Tài chính, Văn phòng Chính phủ, Thanh tra Chính phủ, Ủy ban quản lý vốn nhà nước tại doanh nghiệp, Bảo hiểm Xã hội Việt Nam.
Ngày 26 tháng 8 năm 2024, tại Kỳ họp bất thường lần thứ 8, Quốc hội khóa XV, ông được Quốc hội Việt Nam khóa XV miễn nhiệm chức vụ Bộ trưởng Bộ Tư pháp nhiệm kỳ 2021 - 2026 theo đề nghị của Thủ tướng Phạm Minh Chính.
Ngày 09 tháng 10 năm 2024, Thủ tướng Chính phủ Phạm Minh Chính vừa ký Quyết định số 1145/QĐ-TTg thay đổi thành viên tham gia Ban Chỉ đạo Nhà nước về Du lịch (Ban Chỉ đạo). Theo Quyết định, Phó Thủ tướng Chính phủ Lê Thành Long tham gia, làm Trưởng Ban Chỉ đạo
Ngày 18 tháng 11 năm 2024, Thủ tướng Chính phủ Phạm Minh Chính ký ban hành Quyết định số 1420/QĐ-TTg về việc phê duyệt danh sách thành viên Ban Chỉ đạo liên ngành Trung ương về an toàn thực phẩm. Theo đó, Phó Thủ tướng Chính phủ Lê Thành Long là Trưởng Ban Chỉ đạo liên ngành Trung ương về an toàn thực phẩm, Bộ trưởng Bộ Y tế Đào Hồng Lan là Phó Trưởng ban Thường trực Ban Chỉ đạo, Bộ trưởng Bộ Nông nghiệp và Phát triển nông thôn Lê Minh Hoan; Bộ trưởng Bộ Công Thương Nguyễn Hồng Diên là Phó Trưởng Ban Chỉ đạo.

## Tác phẩm
- Chủ biên Kỷ yếu Hội nghị Bộ trưởng Tư pháp ASEAN năm 2005[4]
- Luật Thương mại quốc tế (sách dịch)[4]
- Nhiều bài viết về pháp luật quốc tế trên tạp chí của Nhật Bản, Mỹ[4]